# Liste des personnages de The Only Way Is Essex
 (juillet 2025).
Cette page contient des listes des personnages de la télé-réalité The Only Way Is Essex.

## Personnages au fil des saisons
| Membres de la série | Saisons  | Saisons  | Saisons  | Saisons  | Saisons  | Saisons  | Saisons  | Saisons  | Saisons  | Saisons   | Saisons   | Saisons   | Saisons   |
| Membres de la série | 1 (2010) | 2 (2011) | 3 (2011) | 4 (2012) | 5 (2012) | 6 (2012) | 7 (2012) | 8 (2013) | 9 (2013) | 10 (2013) | 11 (2014) | 12 (2014) | 13 (2014) |
| ------------------- | -------- | -------- | -------- | -------- | -------- | -------- | -------- | -------- | -------- | --------- | --------- | --------- | --------- |
| Arg                 |          |          |          |          |          |          |          |          |          |           |           |           |           |
| Jess                |          |          |          |          |          |          |          |          |          |           |           |           |           |
| Nanny Pat           |          |          |          |          |          |          |          |          |          |           |           |           |           |
| Lydia               |          |          |          |          |          |          |          |          |          |           |           |           |           |
| Lauren Pope         |          |          |          |          |          |          |          |          |          |           |           |           |           |
| Billie              |          |          |          |          |          |          |          |          |          |           |           |           |           |
| Jasmin              |          |          |          |          |          |          |          |          |          |           |           |           |           |
| Gemma               |          |          |          |          |          |          |          |          |          |           |           |           |           |
| Chloe               |          |          |          |          |          |          |          |          |          |           |           |           |           |
| Carol               |          |          |          |          |          |          |          |          |          |           |           |           |           |
| Debbie              |          |          |          |          |          |          |          |          |          |           |           |           |           |
| Leah                |          |          |          |          |          |          |          |          |          |           |           |           |           |
| Mario               |          |          |          |          |          |          |          |          |          |           |           |           |           |
| Diags               |          |          |          |          |          |          |          |          |          |           |           |           |           |
| Ricky               |          |          |          |          |          |          |          |          |          |           |           |           |           |
| Bobby               |          |          |          |          |          |          |          |          |          |           |           |           |           |
| Tom Pearce          |          |          |          |          |          |          |          |          |          |           |           |           |           |
| Joan                |          |          |          |          |          |          |          |          |          |           |           |           |           |
| Dan                 |          |          |          |          |          |          |          |          |          |           |           |           |           |
| Lockie              |          |          |          |          |          |          |          |          |          |           |           |           |           |
| Ferne               |          |          |          |          |          |          |          |          |          |           |           |           |           |
| Charlie Sims        |          |          |          |          |          |          |          |          |          |           |           |           |           |
| Elliott             |          |          |          |          |          |          |          |          |          |           |           |           |           |
| Lewis               |          |          |          |          |          |          |          |          |          |           |           |           |           |
| Danni               |          |          |          |          |          |          |          |          |          |           |           |           |           |
| Fran                |          |          |          |          |          |          |          |          |          |           |           |           |           |
| Grace               |          |          |          |          |          |          |          |          |          |           |           |           |           |
| Georgia             |          |          |          |          |          |          |          |          |          |           |           |           |           |
| Vas                 |          |          |          |          |          |          |          |          |          |           |           |           |           |
|                     |          |          |          |          |          |          |          |          |          |           |           |           |           |

| Membres de la série | Saisons  | Saisons  | Saisons  | Saisons  | Saisons  | Saisons  | Saisons  | Saisons  | Saisons  | Saisons   | Saisons   | Saisons   | Saisons   |
| Membres de la série | 1 (2010) | 2 (2011) | 3 (2011) | 4 (2012) | 5 (2012) | 6 (2012) | 7 (2012) | 8 (2013) | 9 (2013) | 10 (2013) | 11 (2014) | 12 (2014) | 13 (2014) |
| ------------------- | -------- | -------- | -------- | -------- | -------- | -------- | -------- | -------- | -------- | --------- | --------- | --------- | --------- |
| Harry               |          |          |          |          |          |          |          |          |          |           |           |           |           |
| Sam                 |          |          |          |          |          |          |          |          |          |           |           |           |           |
| Mark Sr.            |          |          |          |          |          |          |          |          |          |           |           |           |           |
| Mark                |          |          |          |          |          |          |          |          |          |           |           |           |           |
| Lucy                |          |          |          |          |          |          |          |          |          |           |           |           |           |
| Abi                 |          |          |          |          |          |          |          |          |          |           |           |           |           |
| Joey                |          |          |          |          |          |          |          |          |          |           |           |           |           |
| Little Chris        |          |          |          |          |          |          |          |          |          |           |           |           |           |
| Frankie             |          |          |          |          |          |          |          |          |          |           |           |           |           |
| Charlie King        |          |          |          |          |          |          |          |          |          |           |           |           |           |
| Danny               |          |          |          |          |          |          |          |          |          |           |           |           |           |
| Jack                |          |          |          |          |          |          |          |          |          |           |           |           |           |
| Darrell             |          |          |          |          |          |          |          |          |          |           |           |           |           |
| Jamie               |          |          |          |          |          |          |          |          |          |           |           |           |           |
| Kirk                |          |          |          |          |          |          |          |          |          |           |           |           |           |
| Danni-Park          |          |          |          |          |          |          |          |          |          |           |           |           |           |
| Billi               |          |          |          |          |          |          |          |          |          |           |           |           |           |
| Mick                |          |          |          |          |          |          |          |          |          |           |           |           |           |
| Cara                |          |          |          |          |          |          |          |          |          |           |           |           |           |
| Tom Kilbey          |          |          |          |          |          |          |          |          |          |           |           |           |           |
| Lauren Goodger      |          |          |          |          |          |          |          |          |          |           |           |           |           |
| Georgina            |          |          |          |          |          |          |          |          |          |           |           |           |           |
| Dino                |          |          |          |          |          |          |          |          |          |           |           |           |           |
| Georgio             |          |          |          |          |          |          |          |          |          |           |           |           |           |
| Peri                |          |          |          |          |          |          |          |          |          |           |           |           |           |
| Nicola              |          |          |          |          |          |          |          |          |          |           |           |           |           |
| Maria               |          |          |          |          |          |          |          |          |          |           |           |           |           |
| Amy                 |          |          |          |          |          |          |          |          |          |           |           |           |           |
| Candy               |          |          |          |          |          |          |          |          |          |           |           |           |           |
| Michael             |          |          |          |          |          |          |          |          |          |           |           |           |           |

### Les départs
Amy Childs a quitté la série après la deuxième saison pour qu'elle puisse entrer au Celebrity Big Brother 8.
Mark Wright a annoncé qu'il allait quitter le show, il a fait sa dernière apparition lors de l'épisode final de la saison 3, qui a été diffusé le 9 novembre 2011.Mark Wright a fait une apparition dans la saison 6 et à la fin de la saison 7 en tant que figurant lors de l'épisode de Noël.
Le 9 janvier 2012, Maria Fowler et Harry Derbidge confirment leurs sorties de l'émission sur Twitter, avec les deux allusion qu'ils ont différents projets pour l'avenir.
Le 22 août 2012, quelques heures avant l'épisode final de la saison 6, il a été officiellement confirmé que Lauren Goodger quitté la série pour se consacrer a d'autres préoccupations.
Le 19 décembre 2012, Lydia part de la série après le  Christmas Special 2012.
Le 19 février 2013, il a été annoncé que Cara Kilbey avait quitté la série, qui fut suivi par le départ de son frère Tom,.
Le 8 mars 2013, lors de la saison 8, Mick Norcross a annoncé qu'il a quitté la série. Deux semaines plus tard, son fils, Kirk Norcross, a annoncé sur Twitter qu'il avait quitté la série pour une deuxième fois. Au cours de la même saison, Debbie Douglas a également annoncé son départ de la série sur Twitter. Le 24 mai 2013, il a été annoncé Danni Park-Dempsey, Billi Mucklow et Darrell Privett quitteraient tous la série. Bien qu'aucune déclarations officielles ont été faites, ni Danny Walia ni Jack Bennewith ont été vus durant la saison 9.
Le 9 septembre 2013, Charlie King a annoncé qu'il avait quitté la série.
Quatre jours plus tard, avant l'épisode finale de la saison 10, il a été confirmé que Joey Essex avait quitté la série et ne serait pas de retour pour la prochaine saison. Lucy Mecklenburgh quitte de même la série.
Le 25 janvier 2014, Little Chris a annoncé son départ de la série dans un tweet en remerciant ses fans. Abi Clarke n'a pas tourné dans les saisons 11 et 12.

### Les retours
Le 30 septembre 2012, Kirk Norcross est de retour dans le premier épisode de la septième saison.
Le 16 décembre 2012, Mark Wright a confirmé qu'il serait de retour pour une apparence unique lors du spécial de Noël 2012, lors de la septième saison.
Le 16 juin 2013, il a été révélé que Lydia serait de retour. Elle a ensuite confirmer sur Twitter que cela est seulement pour un épisode. Au cours de cet épisode, elle a rencontré Lucy Mecklenburgh pour l'aider à travers ses problèmes relationnels. Elle a fait son deuxième retour à l'émission lors de l'épisode final de la onzième saison. La mère de Lydia, Debbie Douglas, est également de retour pour un épisode de la dixième saison, où elle a rencontré Lucy pour la conseiller sur sa relation avec son ex-petit ami Mario Falcone. Le 2 juin 2014, Amy Childs a annoncé que son cousin Harry Derbidge ferait son retour au cours de la douzième saison de l'émission pour rejoindre son petit ami actuel Bobby Cole-Norris à Marbella.